# إسقاط طائرة فوكر إف27 للخطوط الجوية السودانية
في 16 أغسطس 1986، كانت طائرة فوكر إف27 فريند شيب 400إم تقوم برحلة ركاب محلية مجدولة من ملكال (حالياً في جنوب السودان) إلى الخرطوم في السودان، عندما أسقطها مقاتلو جيش التحرير الشعبي السوداني. قُتل جميع الأشخاص الستين الذين كانوا على متن الطائرة. اعتبارًا من مايو 2014 اعتبارًا من مايو 2014، ظل حادث إطلاق النار هو أكثر الحوادث دموية التي تقع على طائرة من نوع فوكر إف27 وأخطر حوادث الطيران في جنوب السودان.

## الخلفية
أثناء الحرب الأهلية السودانية الثانية، في 5 أغسطس 1986، أعلن مقاتلو الجيش الشعبي لتحرير السودان أنهم سيسقطون جميع الطائرات العسكرية أو المدنية غير المصرح لها، مدعيين أن الحكومة كانت تستخدمها لنقل الجنود والأسلحة. في وقت إطلاق النار عام 1986 تقريبًا، حدد المقاتلون إحدى شركات تأجير الطائرات للحالات الإنسانية، مدعين أن الشركة لديها عقد حكومي «للتجسس والتقاط صور جوية لـ» عمليات المتمردين. في مايو 1986، أسقط المسلحون طائرة ركاب، مما أسفر عن مقتل كل من كانوا على متنها.
الطائرة المعنية في حادث أغسطس 1986 كانت تحمل رقم تسلسلي 10277. قامت بأول رحلة لها في عام 1965 وحققت ما مجموعه 25,702 ساعة طيران و 19,290 دورة طيران.

## الإسقاط
بعد وقت قصير من إقلاعها من ملكال، تم إسقاط الطائرة بواسطة صاروخ أرض - جو من طراز ستريلا-2 سوفيتي الصنع، أطلقته مجموعة من قبيلة الشلك تابعة للجيش الشعبي لتحرير السودان. وفقا لتقارير صحافية معاصرة، تم الاستيلاء على الصاروخ المستخدم من الجيش السوداني.